# 坡內坑 (臺北市)
坡內坑，原寫為陂內坑，是臺灣臺北市文山區的一個地名，位於該區東北部，範圍大致包括萬美里、萬芳里、博嘉里、萬興里、政大里。過去亦曾劃有富德里、頭廷里，現已裁撤。

## 歷史
台灣清治末期，坡內坑地區為一街庄，稱為「陂內坑庄」，隸屬於文山堡。該庄西北與六張犁庄為鄰，北與三張犁庄、後山庄為鄰，南邊為內湖庄，西邊為興福庄。
1901年（日治明治三十四年）11月，該庄隸屬於深坑廳，單獨編為第七區。1903年（明治三十六年）4月，第七區陂內坑庄除福德坑及匠頭埔外的其餘十六個土名改稱「陂內坑區」；而第七區陂內坑庄上述兩個土名、第八區除土庫庄土庫土名之外的其餘部分，合併成為「深坑區」；亦即陂內坑庄分屬兩個區。1920年（大正九年），該庄改制並改名為「坡內坑」大字，隸屬於臺北州文山郡深坑庄，大字下有「坡內坑」、「軍功坑」、「抱子腳」、「抱子腳坑」、「大竹林」、「灰磘坑」、「石壁坑」、「密婆坑」、「象頭埔」、「福德坑」、「魚衡子」、「猴山坑」、「頭廷魁」、「新興」、「小坑」小字名。
戰後深坑庄改制為深坑鄉，隸屬於臺北縣文山區，坡內坑地區劃為興隆、頭廷、博嘉、富德4村。1950年3月，深坑、景美、木柵分治，本地區改隸新成立之木柵鄉。1968年7月，木柵鄉併入臺北市，改稱木柵區，4村亦改制為4里，其中興隆村更名為萬興里。1990年3月，景美區與木柵區合併成為文山區，頭廷里（頭廷魁等）併入萬興里，博嘉里劃出萬芳里（萬芳社區）後將富德里（福德坑等）併入。2010年7月自萬興里劃出政大里。

## 現況
坡內坑在日治時期，雖然範圍相當廣，但現今的坡內坑，一般指木柵路4段159巷之地區，該地區較著名之地點及場所有：博嘉國小、博嘉運動公園、坡內坑公園。「坡內坑」舊名即是「陂內坑」，「坡」是「陂」字的改寫。「陂」通「埤」，指做為灌溉用途的池塘。

## 交通
台北捷運文湖線南側端點位於坡內坑地區，境內設有動物園站、木柵站、萬芳社區站。鄰近居民可由此路線及相關路網快速前往大台北地區各地，亦可在臺北車站轉搭高鐵、台鐵或客運前往全台各地。
國道3號大致以縱向經過坡內坑地區東部，並設有木柵交流道，由此可快速前往台灣西部各地。市道106號是連絡林口、瑞芳的道路，大致沿景美溪北岸穿越本地區。由該道路往東可前往深坑、平溪、瑞芳等地，往西轉南可前往中和、板橋、新莊、林口等地。

## 學校
- 國立政治大學
- 木柵高工
- 政大附中
- 萬興國小

## 公共設施
- 臺北市立動物園
- 木柵垃圾焚化廠（木柵著名地標「長頸鹿煙囪」）[7]
- 福德坑環保復育公園（原福德坑垃圾衛生掩埋場）

## 廟宇
- 風動石聖公廟（石神廟）
- 西寒寺（收容棄置神像）